# Мемориал Юрковского
Мемориал Юрковского — ежегодный товарищеский футбольный турнир, который проводился с 1996 года по 2019 год в зимнее межсезонье в Крыму. Турнир носил имя вратаря Виктора Юрковский, погибшего в автокатастрофе в 1995 году. Учредителями турнира выступили бывшие одноклубники Юрковского — Валентин Прилепский и Валерий Авдыш. Организатором турнира являлась Республиканская федерация футбола Крыма. Первым победителем стала симферопольская «Таврия». До аннексии Крыма Россией турнир являлся международным, где кроме крымских команд, выступали команды из Украины, России, Молдавии, Казахстана и Латвии. В 2013 году турнир не состоялся поскольку на него заявилось всего две команды. В последний раз Мемориал Юрковского состоялся в 2019 году, а его победителем стал «Рубин-Ялта». Всего в 22 розыгрышах команды из Крыма побеждали 17 раз. Наибольшее количество раз побеждали «Таврия» и «Форос» (по три раза).

## Результаты

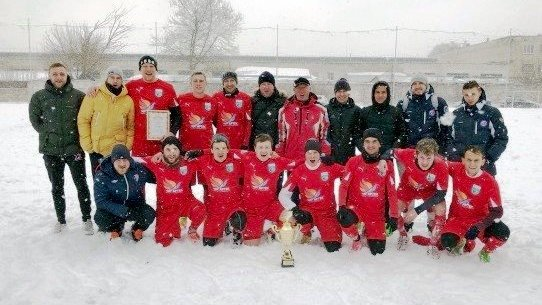
Команда «Артек» — победитель мемориала Юрковского 2018 года

| Год  | Уч. | Призёры                     | Призёры                          | Призёры                    | Призёры                   |
| Год  | Уч. | Победитель                  | 2-е место                        | 3-е место                  | 4-е место                 |
| ---- | --- | --------------------------- | -------------------------------- | -------------------------- | ------------------------- |
| 1996 |     | Таврия (Симферополь)        |                                  |                            |                           |
| 1997 |     | Таврия (Симферополь)        | Салют (Белгород)                 | Николаев                   | Торпедо (Запорожье)       |
| 1998 |     | Таврия (Симферополь)        | Заря (Луганск)                   |                            |                           |
| 1999 |     | СВХ-Даника (Симферополь)    |                                  |                            |                           |
| 2000 | 10  | Львов                       | Николаев                         |                            |                           |
| 2001 |     | Львов                       | Металлист-2 (Харьков)            | Николаев                   | Крымтеплица (Молодёжное)  |
| 2002 |     | Атырау (Мангыстау)          |                                  |                            |                           |
| 2003 | 16  | Динамо (Симферополь)        | Агро (Кишинёв)                   |                            |                           |
| 2004 |     | Крымтеплица (Молодёжное)    |                                  |                            |                           |
| 2005 |     | Молния (Северодонецк)       |                                  |                            |                           |
| 2006 |     | Химик (Красноперекопск)     |                                  |                            |                           |
| 2007 |     | Феникс-Ильичевёц (Калинино) |                                  |                            |                           |
| 2008 |     | Форос                       |                                  |                            |                           |
| 2009 |     | Форос                       |                                  |                            |                           |
| 2010 | 5   | Форос                       | Гелиос (Харьков)                 | Севастополь-2              | Химик (Красноперекопск)   |
| 2011 | 6   | Ильичёвец (Мариуполь)       | Химик (Красноперекопск)          | Севастополь                | Таврия (Симферополь)      |
| 2012 |     | Гвардеец (Гвардейское)      |                                  |                            |                           |
| 2014 | 5   | Жемчужина (Ялта)            | Гвардеец (Гвардейское)           | Источное                   | Таврия U-19 (Симферополь) |
| 2015 | 6   | Гвардеец (Гвардейское)      | Ювента (Симферополь)             | Беркут (Евпатория)         | КСХИ Аграрное             |
| 2016 | 4   | Севастополь-2               | Крымтеплица (Молодёжное)         | КФУ (Симферополь)          | КВУОР (Краснолесье)       |
| 2018 | 5   | Артек (Ялта)                | Кызылташ-2 (Бахчисарай)          | Крымтеплица-2 (Молодёжное) | КФУ (Симферополь)         |
| 2019 | 3   | Рубин-Ялта                  | Сборная Крыма-2002 (Симферополь) | Авангард-Инкомспорт (Ялта) | -                         |